# Матеј Шаула
Матеј Шаула (укр. Матвій Шаула, рус. Матвей Шаула) (умро 12. јануара 1596, Варшава, Државна заједница Пољске и Литваније) је био хетман Запорошких Козака и један од вођа козачког устанка Наливајка (1594—1596).

## Биографија
У јесен 1595. године као хетман Запорошких Козака заузме Кијев и напредује према северу, на територију данашње Белорусије. Почетком 1596. године врати се из белоруских територија у Малорусију (данас Украјина). Марта 1596. устаници су свргли хетмана Григорија Лободу и на Сабору (Сајам) изабрали новог хетмана-Матеја Шаулу. У битки код Острога Камена, против пољског хетмана Станислава Жолкевског, рањен је и изгуби своју руку. 
Устанак православне раје и Козака био је угушен 1596, са битком код Лубина. 7. јуна Матеј Шаула је био издан и предан пољскоме хетману Жолкевском. Линчован је у Варшави, заједно са вођом устанка, Северином Наливајком.